# Calligrapha vicina
Espèce
Calligrapha vicina est une espèce de coléoptères de la famille des Chrysomelidae qui se rencontre dans les Prairies canadiennes.

## Systématique
L'espèce Calligrapha vicina a été initialement décrite en 1933 par Charles Schaeffer

## Description
Sa livrée est blanchâtre, à macules noires et reflets bronze. Sa tête et son pronotum sont noir et assez ternes. Ses élytres sont ornés au centre d'une bande longitudinale noire, qui s'évase dans sa partie supérieure en trois lobes. Ses flancs sont ornés de quelques macules en « V », ou chevrons, et de nombreux points noirs et épars.

## Alimentation
Il s'alimente notamment de plantes du genre Cornus.